# بخش کیرسانوفسکی
بخش کیرسانوفسکی (به لاتین: Kirsanovsky District) یک سکونتگاه مسکونی در روسیه است که در استان تامبوف واقع شده‌است.